# Kühlenberg
Der Kühlenberg, auch Kenlenberg genannt, ist mit 629,6 m ü. NHN der höchste Punkt des langgestreckten Bergrückens östlich der Nagold am Westrand des Gäus. Über den Berg verläuft die Grenze der baden-württembergischen Landkreise Böblingen und Calw und er gehört somit zugleich zum Nagolder Ortsteil Emmingen im Landkreis Calw und zur Gemeinde Jettingen im Landkreis Böblingen.
Das Gäulandschaften des Korngäus und Heckengäus bilden vom Schönbuch bzw. dem Neckartal im Osten bis zum Nagoldtal im Westen eine ausgeprägte, aus Muschelkalk aufgebaute Schichtstufe, die von Ost nach West allmählich ansteigt und ihren höchsten Punkt am Kühlenberg erreicht. Zum Nagoldtal, das die naturräumliche Grenze zum Nordschwarzwald darstellt und an dieser Stelle etwa 230 Meter tief eingeschnitten ist, fällt der Kühlenberg steil ab. Da der westliche Talhang des Nagoldtals rund 100 Meter niedriger ist, bietet sich vom Kühlenberg eine gute Fernsicht über den Schwarzwald in westlicher Richtung. In südöstlicher Richtung reicht der Blick bis zur Schwäbischen Alb.
Der Name des Kühlenberges ist offensichtlich darauf zurückzuführen, dass sich diese Erhebung am Westrand des sommerwarmen Gäus befindet und deshalb aus dem Nordschwarzwald ein kühler Wind aus Richtung Westen von diesem „kühlen Berg“ zu kommen scheint – gleiches gilt sicherlich auch für den knappe fünf Kilometer südlich liegenden Eisberg (567 m).

## Erschließung
Südwestlich des höchsten Punkts des Kühlenbergs befindet sich das gleichnamige Gehöft, das zu Emmingen gehört. Etwas östlich davon, ebenfalls noch auf Emminger Gemarkung, befindet sich ein Sportplatz und ein Grillplatz. Der alte, 1957 errichtete Wasserturm Kühlenberg nordöstlich davon, der heute als Aussichtsturm fungiert, steht bereits auf dem Gemeindegebiet von Jettingen. Wenig südlich des Kühlenbergs verläuft die Kreisstraße, die Emmingen mit Oberjettingen verbindet. Südlich dieser befindet sich der 1963 errichtete neue Wasserturm der Gäuwasserversorgung sowie zwei Windkraftanlagen.
Über den Kühlenberg verläuft der Gäurandweg, der von Mühlacker nach Freudenstadt führt. An diesem Weg, unweit des alten Wasserturms, weisen zwei Hinweistafeln auf die von dort bei guten Bedingungen zu sehenden Gipfel des Schwarzwalds hin: Dies sind zum einen Hornisgrinde und Schliffkopf im Westen, zum anderen Seebuck und Feldberg im Südwesten.
Auch zu Zeiten der Römischen Herrschaft war der Kühlenberg bereits erschlossen, eine Römerstraße führte von der Hochebene östlich von Nagold schnurgerade entlang der heutigen Gemarkungsgrenze zwischen Emmingen und Oberjettingen nach Norden zum Kühlenberg und von dort durch den Heiligenwald hinab ins Agenbachtal bei Sulz am Eck.